# Enoplognatha tadzhica
Espèce
Enoplognatha tadzhica est une espèce d'araignées aranéomorphes de la famille des Theridiidae.

## Distribution
Cette espèce est endémique du Tadjikistan.

## Étymologie
Son nom d'espèce lui a été donné en référence au lieu de sa découverte, le Tadjikistan.

## Publication originale
- Sytshevskaja, 1975 : A new species Enoplognatha tadzhica Sytshevskaja sp. n. (Aranei, Theridiidae) and its biology. Entomologicheskoe Obozrenie, vol. 54, p. 197-201.